# Шлезингер, Курт
Курт Шлезингер (нем. Kurt Schlesinger; 17 декабря 1902—1964) — немецкий еврей-коллаборационист, глава «еврейской службы безопасности» концентрационного лагеря в Вестерборке.

## Биография
Курт Шлезингер родился в немецком городе Шмалька́льден 17 декабря 1902 года. Работал механиком в родном городе до 1939 года. В 1937 году женится на Тее Франсис Кляйн. После Хрустальной ночи, пара бежала в Амстердам 12 января 1939 года. По плану после Нидерландов пара хотела бежать в Чили. Однако на границе между Германией и Нидерландами, были задержаны голландской полицией.
6 марта 1940 года пара была насильно переселена в Центральный лагерь еврейских беженцев Вестерборк. В феврале 1942 года был назначен руководителем «Еврейской службы безопасности». Занимался регистрацией узников и составлением депортационных списков для их отправки в Освенцим, Собибор и Терезин. Принимал взятки деньгами, драгоценностями и услугами сексуального характера в обмен на защиту от депортации или для отправки узников в Терезин вместо Освенцима. Организовал в лагере чёрный рынок. По свидетельствам бывших узников, Шлезингер часто находился на платформе с офицерами СС во время отправки эшелонов.
12 апреля 1945 года лагерь Вестерборк был освобожден канадской армией и Шлезингер с остальными были арестованы. Однако судебный процесс был приостановлен. После войны Шлезингер остается в Нидерландах в течение ещё нескольких лет. Он предлагает показания в суде на своего коменданта и защитника Геммекера. К концу 1949 года, после завершения судебного процесса Геммекера он покидает Нидерланды и скрывается из виду. Вполне возможно, что он сделал это по причине того, что узнал о планах открытии дела на него самого о сотрудничестве с нацистами. Гемеккер был осужден на 10 лет.
В 1973 году начинается второй суд над Гемеккером и сыщики разыскали следы Шлезингера в США. Однако, как сообщила его жена, Шлезингер умер ещё в 1964 году (и эта дата приведена на надгробном камне). Супруга была позднее похоронена рядом с ним, детей у пары не было.